# Distretto di Yamakoshi
Il distretto di Yamakoshi (山越郡?) è uno dei distretti della sottoprefettura di Oshima, Hokkaidō, in Giappone.
Attualmente comprende il solo comune di Oshamanbe.